# Lee Vertongen
Lee Maxwell Francis Vertongen (nascido em 22 de janeiro de 1975) é um ciclista neozelandês que compete no ciclismo de pista.
Conquistou três medalhas de bronze nos Jogos da Commonwealth. Seu terceiro bronze foi conquistado, juntamente com Greg Henderson, Hayden Roulston e Matthew Randall, nos Jogos da Commonwealth de 2002. Representou Nova Zelândia nos Jogos Olímpicos de Verão de 2000, terminando na sexta posição.